# Allonnes (Maine-et-Loire)
Pour les articles homonymes, voir Allonnes.
Allonnes est une commune française située dans le département de Maine-et-Loire, en région Pays de la Loire.
La commune actuelle date de 1842, de la fusion des anciennes limites d'Allonnes et de l'ancienne commune voisine de Russé.

## Géographie

### Localisation
Commune angevine du val d'Authion, Allonnes se situe au nord de Saumur et au sud-ouest de Brain-sur-Allonnes, sur les routes D 10, Neuillé / Saint-Nicolas-de-Bourgueil, et D 129, Blou.
Son territoire se trouve sur les unités paysagères du Val d'Anjou et du plateau du Baugeois.
La commune est traversée par l'Authion, et se situe dans le parc naturel régional Loire-Anjou-Touraine.
Elle est traversée par le méridien de Greenwich.

### Aux alentours
Allonnes est située à 10 km de Saumur, à 15 km de Bourgueil et à 57 km d'Angers.

#### Communes limitrophes
| Neuillé      | La Breille-les-Pins | Brain-sur-Allonnes |
| Neuillé Vivy | Allonnes            | Brain-sur-Allonnes |
| Saumur       | Villebernier        | Varennes-sur-Loire |

### Géologie et relief
Allonnes est caractérisée par deux parties. Le haut et le bas d'Allonnes. En bas, au sud, il s'agit de la vallée de la Loire. En haut, au nord, il s'agit de massifs forestiers et de buttes. Il y a donc deux terroirs bien distincts l'un de l'autre.
L'altitude varie de 23 à 110 mètres et sa superficie est de 36,33 km2, soit 3 633 hectares.

### Hydrographie
Allonnes se situe au nord de la Loire. La partie sud de la commune se situe dans la vallée de la Loire. Elle est traversée par la Boire des Roux et l'Authion d'est en ouest. L'Automne, qui prend sa source à la Breille-les-Pins, traverse Allonnes du nord au sud pour se déverser dans l'Authion.

### Climat
Pour des articles plus généraux, voir Climat des Pays de la Loire et Climat de Maine-et-Loire.
En 2010, le climat de la commune est de type climat océanique altéré, selon une étude du CNRS s'appuyant sur une série de données couvrant la période 1971-2000. En 2020, Météo-France publie une typologie des climats de la France métropolitaine dans laquelle la commune est exposée à un climat océanique et est dans la région climatique Moyenne vallée de la Loire, caractérisée par une bonne insolation (1 850 h/an) et un été peu pluvieux.
Pour la période 1971-2000, la température annuelle moyenne est de 11,8 °C, avec une amplitude thermique annuelle de 14,5 °C. Le cumul annuel moyen de précipitations est de 670 mm, avec 11,1 jours de précipitations en janvier et 6 jours en juillet. Pour la période 1991-2020, la température moyenne annuelle observée sur la station météorologique de Météo-France la plus proche, sur la commune de Saint-Nicolas-de-Bourgueil à 8 km à vol d'oiseau, est de 12,5 °C et le cumul annuel moyen de précipitations est de 612,8 mm,. Pour l'avenir, les paramètres climatiques de la commune estimés pour 2050 selon différents scénarios d'émission de gaz à effet de serre sont consultables sur un site dédié publié par Météo-France en novembre 2022.

## Urbanisme

### Typologie
Au 1er janvier 2024, Allonnes est catégorisée commune rurale à habitat dispersé, selon la nouvelle grille communale de densité à sept niveaux définie par l'Insee en 2022.
Elle appartient à l'unité urbaine d'Allonnes, une agglomération intra-départementale regroupant deux  communes, dont elle est ville-centre,,. Par ailleurs la commune fait partie de l'aire d'attraction de Saumur, dont elle est une commune de la couronne,. Cette aire, qui regroupe 31 communes, est catégorisée dans les aires de 50 000 à moins de 200 000 habitants,.

### Occupation des sols
L'occupation des sols de la commune, telle qu'elle ressort de la base de données européenne d’occupation biophysique des sols Corine Land Cover (CLC), est marquée par l'importance des territoires agricoles (75,9 % en 2018), en diminution par rapport à 1990 (80 %). La répartition détaillée en 2018 est la suivante : 
zones agricoles hétérogènes (36,6 %), terres arables (19,7 %), forêts (18,2 %), prairies (16,4 %), zones urbanisées (4,2 %), cultures permanentes (3,1 %), espaces verts artificialisés, non agricoles (1,7 %). L'évolution de l’occupation des sols de la commune et de ses infrastructures peut être observée sur les différentes représentations cartographiques du territoire : la carte de Cassini (XVIIIe siècle), la carte d'état-major (1820-1866) et les cartes ou photos aériennes de l'IGN pour la période actuelle (1950 à aujourd'hui).

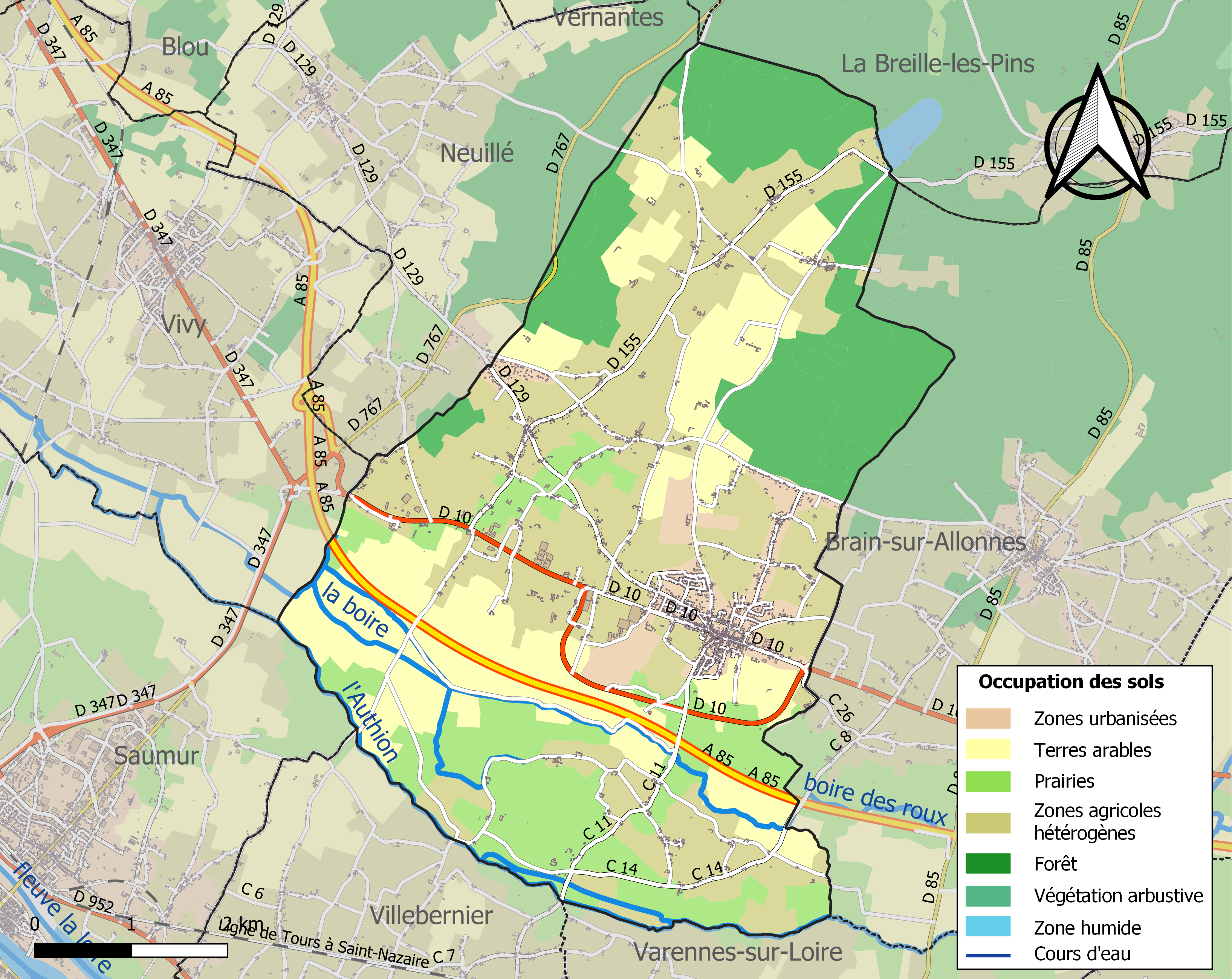
Carte des infrastructures et de l'occupation des sols de la commune en 2018 (CLC).

## Toponymie
Allonnes, formes anciennes : Allonam au Xe siècle, Allona en 973, Alumna au XIe siècle, Allompne au XVe siècle, Allones en 1793 et 1801, Allonnes-sous-Montsoreau au XVIIIe siècle, puis Allonnes. De la racine gauloise -onna « source, rivière, eau qui coule », également présente dans le nom du ruisseau de l'Automne qui passe à Allonnes, ou du gaulois Alauna, qui signifie « nourricière », formé par le verbe ala- « nourrir » et le suffixe d'agent -mn- ; ce mot désignait des rivières et des localités Alauna a pu être employé comme nom de divinité d'une source.
Russé, formes anciennes : toponyme mentionné en 1180, et sous la forme de Russé en 1793 et 1801. La commune est réunie à Allonnes en 1842.
Nom des habitants : les Allonnais.

## Histoire

### Préhistoire et Antiquité
La contrée d'Allonnes est habitée dès le Néolithique, comme en témoigne notamment la découverte d'une hache en pierre.
Aux époques gauloise — du IIe au Ier siècle avant notre ère — puis gallo-romaine, les lieux sont réinvestis. Les vestiges indiquent une vaste agglomération artisanale et commerciale, dont la superficie générale est comprise entre 10 et 20 ha. Située dans la partie orientale du territoire des Andécaves (peuple gaulois occupant globalement l'Anjou), aux confins des territoires voisins turons (région de Touraine) et picton (Vienne). Allonnes est localisée au carrefour de deux itinéraires importants est-ouest et nord-sud. Le site comprend un sanctuaire et un complexe cultuel importants, attenants à l’agglomération. Les fouilles montrent que les pratiques votives au sein du temple se sont poursuivies jusqu’au IVe siècle, « période de destruction du monument coïncidant au développement du christianisme en Gaule ».
La voie romaine de Tours à Angers passait près de la pierre Saint-Doucelin et traversait le site de l'actuel bourg,.
Des fouilles archéologiques sont réalisées au nord du bourg, au lieu-dit le Tertre à la fin des années 2010. Les archéologues découvrent d'importants vestiges datant de l'époque gauloise tels que des pièces de monnaie, des épées et des morceaux de poteries. Des fondations d'une ancienne bourgade (place de marché, pierres, etc.) et une source sont également retrouvées,.

### Moyen Âge
Au Moyen Âge, il existe une vaste forêt au nord d'Allonnes, la forêt Saint-Jean.
Une motte féodale paraît avoir existé au lieu-dit les Châteliers.
On suppose que le pays est évangélisé par saint Doucelin, disciple de saint Martin de Tours, vers le Ve siècle, laissant l'église Saint-Jean-des-Bois (aujourd'hui détruite) près de l'actuel cimetière. L'époque carolingienne a laissé de nombreux tombeaux de pierre situés près du cimetière actuel et autour de l'église.
Les moines de l'abbaye Saint-Florent fondent un prieuré vers le Xe siècle. La plus grande partie du bourg se trouve dans le fief.
Au cours des temps féodaux, la seigneurie relève en général des sires de Montsoreau : elle n'est en commun avec le fief du Bellay qu'au XVIIIe siècle, sous Louis Ier et Louis II du Bouchet de Sourches de Montsoreau, puis sous le dernier marquis du Bellay (mais étant alors détachée de Montsoreau), Clément-Alexandre de Brie-Serrant.

### Ancien régime
La campagne allonnaise est parsemée de châteaux depuis le XVIe siècle.
Entre 100 et 120 ménages vivent dans les fermes de Russé au XVIIe siècle. Ses habitants construisent une chapelle entre 1642 et 1643 à cause des crues de l'Authion, en hiver, qui les séparent de la population. Elle devient un centre de pèlerinage dédié à Notre-Dame de Guérison.
Au XVIIIe siècle, la paroisse est du diocèse d'Angers, Grand archidiaconé d'Angers, archiprêtré de Bourgueil, et dépend de l'élection, du grenier à sel et du district de Saumur.

### Époque contemporaine
En 1790, Allonnes et Russé sont érigées en communes. Allonnes fait partie du canton de Villebernier en 1790, puis de celui de Brain en l'An III. En 1800, Allonnes devient chef-lieu de canton et en 1804 fait partie du canton de Saumur-Nord-Est.
En 1842, les deux communes sont réunies en une seule,.
Jusqu'à la fin du XIXe siècle et au début du XXe siècle, Allonnes est une commune viticole. Son vignoble est décimé par le phylloxera et l'activité agricole se tourne alors vers la culture maraîchère. Le vignoble allonnais (Neuillé, Allonnes et Brain) est alors placé sur la même ligne que les vins de Bordeaux de second cru.
Pendant la Première Guerre mondiale, 74 habitants perdent la vie, et lors de la Seconde Guerre mondiale, 8 habitants sont tués.
En 1968, Allonnes devient chef-lieu de canton, le canton d'Allonnes.

## Politique et administration

### Administration municipale
| Période                                  | Période                   | Identité                        | Étiquette | Qualité                                                                                                   |
| ---------------------------------------- | ------------------------- | ------------------------------- | --------- | --- |
| 1803                                     | 1808                      | Lépagneul de La Plante          |           | |
| 1808                                     | 1815                      | Julien-Mathieu Budan            |           | |
| 1815                                     | 1815                      | Sansom Cornilleau               |           | |
| 1815                                     | 1830                      | Julien-Mathieu Budan            |           | |
| 1830                                     | 1832                      | Millocheau                      |           | |
| 1832                                     | 1835                      | Pierre Gallé                    |           | |
| 1835                                     | 1838                      | François Cornilleau             |           | |
| 1838                                     | 1840                      | Georges-Victor Borien-Loiseau   |           | |
| 1840                                     | 1848                      | Pierre Gallé                    |           | |
| 1848                                     | 1855                      | Noël-Pierre Deniau              |           | |
| 1855                                     | 1858                      | Guillaume Budan de Russé        |           | Conseiller général                                                                                        |
| 1858                                     | 1863                      | Gustave Lespagneul de La Plante |           | |
| 1863                                     | 1871                      | Pierre Bizouillier              |           | |
| 1871                                     | 1888                      | Urbain Bizouillier              |           | |
| 1888                                     | 1892                      | Bizouillier-Motreuil            |           | |
| 1892                                     | 1912                      | Albert Pottier                  |           | |
| 1912                                     | 1919                      | Édouard Roger                   |           | |
| 1919                                     | mai 1925                  | Maurice Tabaraud                |           | |
| mai 1925                                 | mai 1953                  | Léopold Méfray                  | Rad.      | Conseiller général de Saumur-Nord-Est (1927 → 1940) Nommé conseiller départemental en 1943                |
| mai 1953                                 | mars 1983                 | Amédée Ossant                   | DVD       | Garagiste Conseiller général de Saumur-Nord-Est (1955 → 1967) Conseiller général d'Allonnes (1967 → 1979) |
| mars 1983                                | octobre 1986 (démission)  | Maurice Joubert (1927-2024)     |           | Pépiniériste Conseiller général des Ponts-de-Cé (1966 → 1967) Maire des Ponts-de-Cé (1961 → 1971)         |
| octobre 1986                             | juin 1995                 | André Girard                    |           | |
| juin 1995                                | décembre 1995 (décès)     | Gérard Équeault                 |           | |
| janvier 1996                             | mars 2008                 | Claude Marandeau                | DVD       | Comptable puis chef d'entreprise Premier adjoint au maire (1995 → 1996)                                   |
| mars 2008                                | mars 2014                 | Roger Guéret                    | DVD       | Ingénieur retraité                                                                                        |
| mars 2014                                | En cours (au 28 mai 2020) | Jérôme Harrault,                | DVD       | Maraîcher 4e vice-président de Saumur Val de Loire Agglomération Président du SIVM du canton d'Allonnes   |
| Les données manquantes sont à compléter. |                           |                                 |           | |

### Intercommunalité
La commune est membre de la communauté d'agglomération Saumur Val de Loire, après avoir été avant 2017 membre de la communauté d'agglomération de Saumur Loire Développement, elle-même membre du syndicat mixte Pays Saumurois.

### Autres circonscriptions
Jusqu'en 2014, Allonnes est chef-lieu du canton d'Allonnes, et fait partie de l'arrondissement de Saumur. Ce canton compte alors sept communes. Dans le cadre de la réforme territoriale, un nouveau découpage territorial pour le département de Maine-et-Loire est défini par le décret du 26 février 2014. La commune d'Allonnes est alors rattachée au canton de Longué-Jumelles, avec une entrée en vigueur au renouvellement des assemblées départementales de 2015.

## Population et société

### Démographie

#### Évolution démographique
L'évolution du nombre d'habitants est connue à travers les recensements de la population effectués dans la commune depuis 1793. Pour les communes de moins de 10 000 habitants, une enquête de recensement portant sur toute la population est réalisée tous les cinq ans, les populations de référence des années intermédiaires étant quant à elles estimées par interpolation ou extrapolation. Pour la commune, le premier recensement exhaustif entrant dans le cadre du nouveau dispositif a été réalisé en 2005.
En 2022, la commune comptait 2 925 habitants, en évolution de −3,34 % par rapport à 2016 (Maine-et-Loire : +2,12 %, France hors Mayotte : +2,11 %).
Le tableau et le graphique ci-après présentent la population de la seule commune d'Allonnes de 1793 à 1841, puis de la nouvelle commune d'Allonnes.
| 1793  | 1800  | 1806  | 1821  | 1831  | 1836  | 1841  | 1846  | 1851  |
| ----- | ----- | ----- | ----- | ----- | ----- | ----- | ----- | ----- |
| 1 500 | 1 812 | 1 919 | 2 062 | 2 049 | 2 222 | 2 292 | 2 514 | 2 503 |

| 1856  | 1861  | 1866  | 1872  | 1876  | 1881  | 1886  | 1891  | 1896  |
| ----- | ----- | ----- | ----- | ----- | ----- | ----- | ----- | ----- |
| 2 477 | 2 429 | 2 403 | 2 320 | 2 325 | 2 184 | 2 182 | 2 200 | 2 116 |

| 1901  | 1906  | 1911  | 1921  | 1926  | 1931  | 1936  | 1946  | 1954  |
| ----- | ----- | ----- | ----- | ----- | ----- | ----- | ----- | ----- |
| 2 038 | 2 016 | 2 075 | 1 876 | 1 812 | 1 810 | 1 774 | 1 956 | 2 046 |

| 1962  | 1968  | 1975  | 1982  | 1990  | 1999  | 2005  | 2006  | 2010  |
| ----- | ----- | ----- | ----- | ----- | ----- | ----- | ----- | ----- |
| 2 185 | 2 253 | 2 302 | 2 490 | 2 498 | 2 558 | 2 796 | 2 838 | 3 013 |

| 2015  | 2020  | 2022  | - | - | - | - | - | - |
| ----- | ----- | ----- | - | - | - | - | - | - |
| 3 037 | 2 947 | 2 925 | - | - | - | - | - | - |

| 1793 | 1800 | 1806 | 1821 | 1831 | 1836 | 1841 |
| ---- | ---- | ---- | ---- | ---- | ---- | ---- |
| 235  | 262  | 272  | 288  | 295  | 268  | -    |

#### Pyramide des âges
En 2018, le taux de personnes d'un âge inférieur à 30 ans s'élève à 33,9 %, soit en dessous de la moyenne départementale (37,2 %). À l'inverse, le taux de personnes d'âge supérieur à 60 ans est de 28,6 % la même année, alors qu'il est de 25,6 % au niveau départemental.
En 2018, la commune comptait 1 416 hommes pour 1 587 femmes, soit un taux de 52,85 % de femmes, légèrement supérieur au taux départemental (51,37 %).
Les pyramides des âges de la commune et du département s'établissent comme suit.
| Hommes | Classe d’âge | Femmes |
| ------ | ------------ | ------ |
| 1,6    | 90 ou +      | 2,4    |
| 7,3    | 75-89 ans    | 10,5   |
| 18,0   | 60-74 ans    | 17,3   |
| 21,2   | 45-59 ans    | 20,0   |
| 16,5   | 30-44 ans    | 17,2   |
| 16,1   | 15-29 ans    | 14,4   |
| 19,2   | 0-14 ans     | 18,2   |

| Hommes | Classe d’âge | Femmes |
| ------ | ------------ | ------ |
| 0,9    | 90 ou +      | 2,1    |
| 7      | 75-89 ans    | 9,5    |
| 16,2   | 60-74 ans    | 16,9   |
| 19,4   | 45-59 ans    | 18,7   |
| 18,2   | 30-44 ans    | 17,5   |
| 18,8   | 15-29 ans    | 17,6   |
| 19,5   | 0-14 ans     | 17,6   |

## Économie
Dans les années 1960, il existe 210 exploitations de culture de primeurs ainsi que des expéditeurs et grossistes, plusieurs coopératives et des champignonnières.
Sur 234 établissements présents sur la commune à fin 2010, 32 % relèvent du secteur de l'agriculture (pour une moyenne de 17 % sur le département), 6 % du secteur de l'industrie, 14 % du secteur de la construction, 38 % de celui du commerce et des services et 11 % du secteur de l'administration et de la santé. Cinq ans plus tard, en 2015, sur les 242 établissements présents, 17 % relèvent du secteur de l'agriculture (pour une moyenne de 11 % sur le département), 10 % du secteur de l'industrie, 9 % de celui de la construction, 53 % du secteur du commerce et des services et 11 % de celui de l'administration et de la santé.

## Culture locale et patrimoine

### Lieux et monuments
- Château du Bellay, du XIXe siècle, inscrit au titre des monuments historiques en 1995[53].
- Digue dite la Grande Levée d'Anjou, du XIIe et XXe siècles[54].
- Église dite chapelle Notre-Dame-de-Guérison (XVIIe et XIXe siècles), lieu de pèlerinage à Russé, initialement construite du 16 septembre 1642 au 9 mars 1643[31].
- Église Saint-Doucelin (XVIIIe siècle)[25], prieuré de Bénédictins Saint-Doucelin des XVIe, XIXe et XXe siècles[55].
- Maison de maître de Beauséjour, des XVIIe et XIXe siècles[56].
- Maison de maître de la Bourdaudière, des XVIIe et XXe siècles[57].
- Maison de maître de la Hamarderie, des XVIIe et XXe siècles[58].
- Maison de maître, château des Rigaudières, des XVIIe, XVIIIe et XIXe siècles[59].
- Manoir de la Barbillonière, des XVIe et XVIIIe siècles[60].
- Manoir de la Cour du Bois, des XVe et XVIe siècles[61].
- Manoir Saint-Louis, château de la Godinière, des XVIIe, XVIIIe et XIXe siècles, à l'emplacement d'un manoir primitif mentionné au XVe[62].
- Manoir, château de la Martinière, des XVIe, XVIIIe et XIXe siècles[63].
- Manoir Saint-Jean-Baptiste, château et maison de maître du Pré, du XIXe siècle[64].
- Parc Maupassant de Bois-Savary (XXIe siècle).
- Pierre Saint-Doucelin, monument mégalithique qui semble avoir été une pierre limite[25].
- Presbytère du XIXe siècle[65].
- Site archéologique gaulois et gallo-romain du Tertre (époque gallo-romaine)[66].

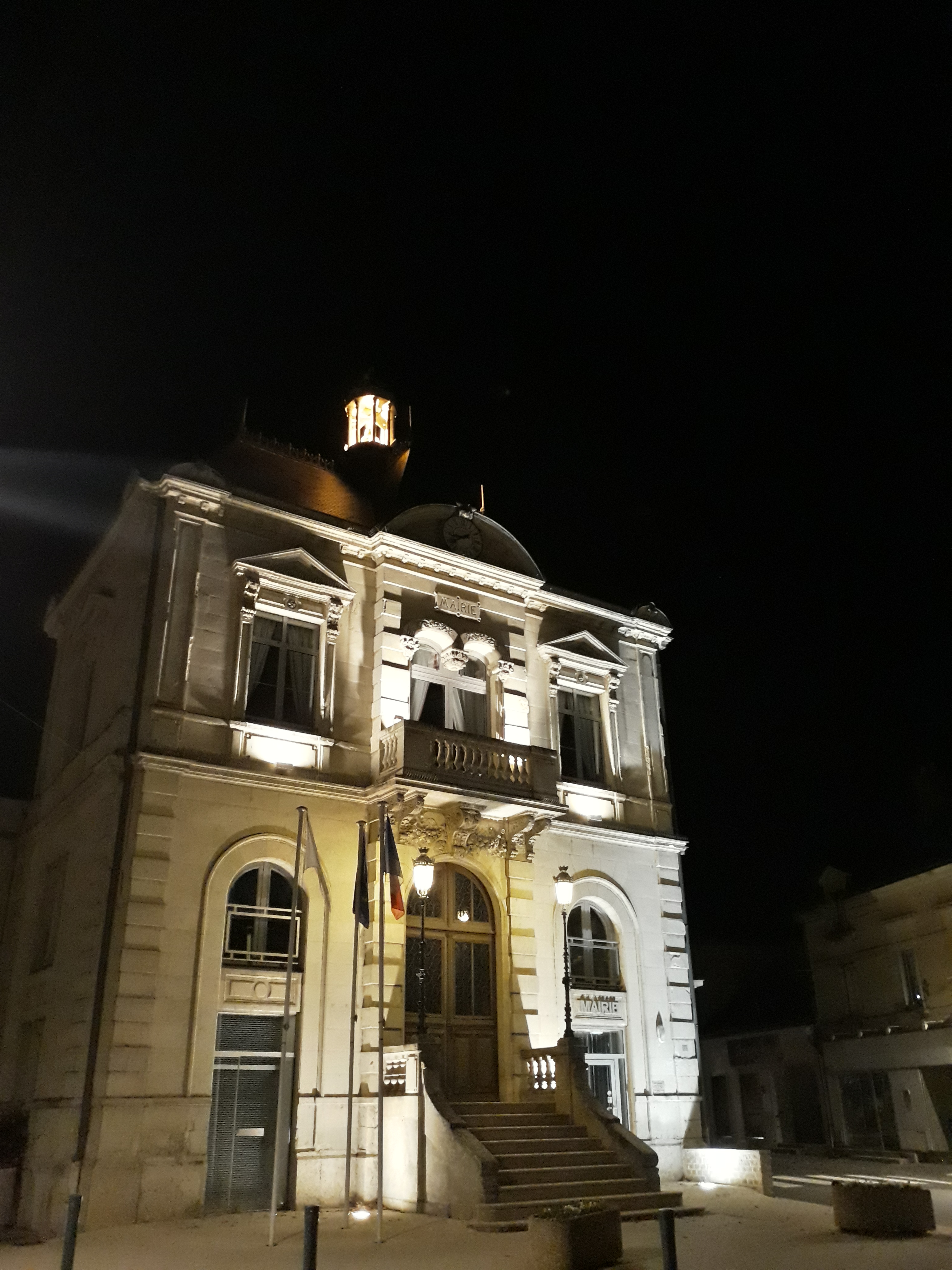
Hôtel de ville d'Allonnes.
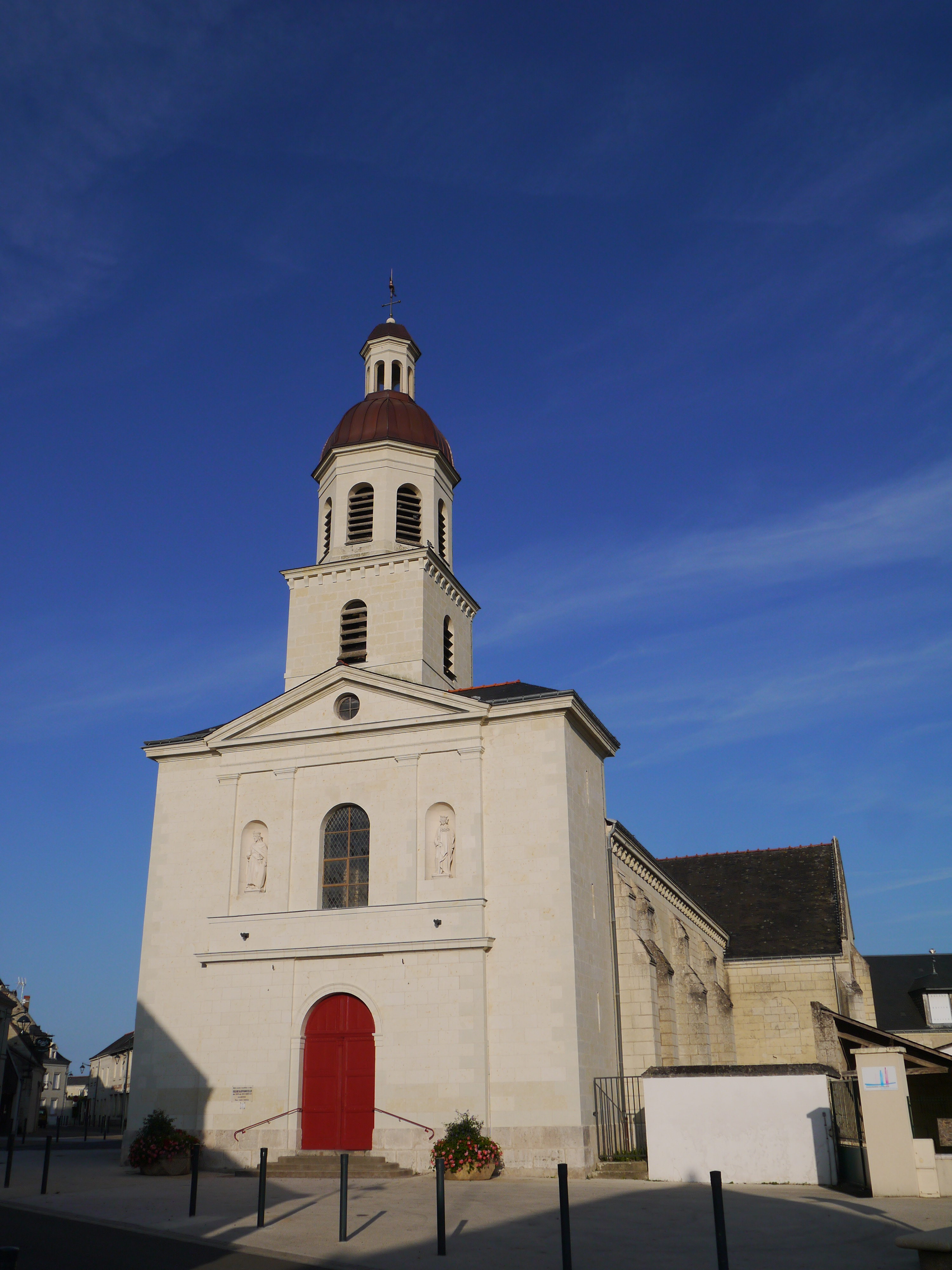
L'église Saint-Doucelin.
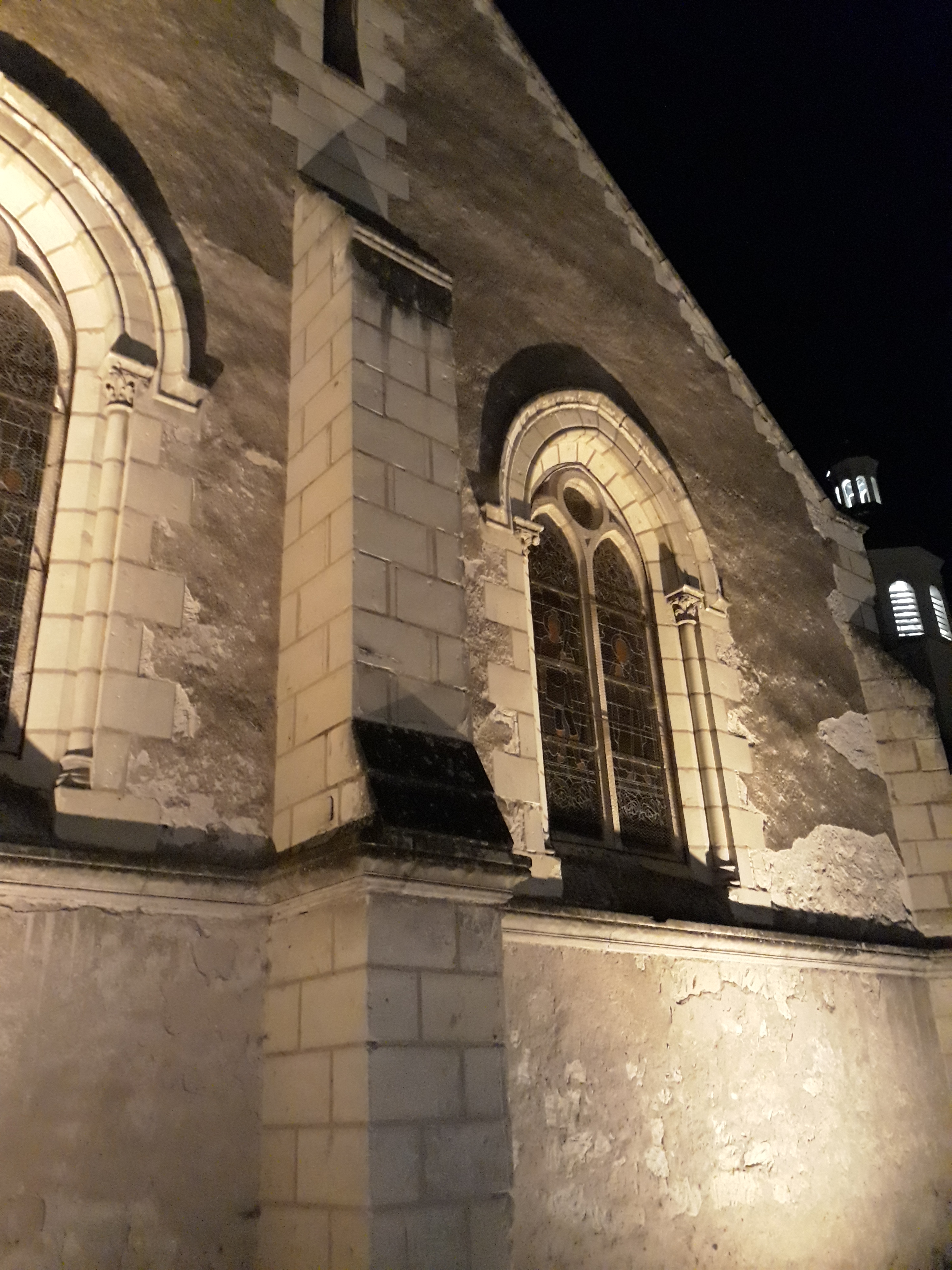

### Personnalités liées à la commune
- La famille du Bellay est originaire du château du même nom situé à la sortie d'Allonnes (XIIe siècle)[67].
- Louis de Funès venait régulièrement à Allonnes (XXe siècle), dont la famille de sa femme était originaire[68].